# دالما كوفاتش
دالما كوفاتش (بالرومانية: Dalma Kovács)‏ هي مغنية رومانية، ولدت في 18 مايو 1985 في براشوف في رومانيا.

## وصلات خارجية
- الموقع الرسمي